# Strélitsa
Strélitsa (ruso: Стре́лица) es un asentamiento de tipo urbano de Rusia, perteneciente al raión de Semiluki de la óblast de Vorónezh.
En 2021, el territorio del asentamiento tenía una población de 4432 habitantes, de los cuales 4008 vivían en el propio asentamiento y el resto en su única pedanía, el posiólok de Bajchéyevo.
Se ubica a medio camino entre Semiluki y Jojolski, al sur de la salida de la capital regional Vorónezh de la carretera R298 que lleva a Kursk. El río Devitsa fluye al este del asentamiento.

## Historia
Está construido sobre un campo que hasta principios del siglo XX pertenecía al vecino pueblo de Devitsa. En 1900 se abrió aquí una mina de arcilla refractaria, que en 1926 dio lugar a un poblado minero, cuya función era suministrar material a la fábrica de arcilla refractaria de Látnaya. En 1947, la Unión Soviética dio al poblado minero el estatus de asentamiento de tipo urbano, con lo que obtuvo un ayuntamiento separado del de Devtisa.